# Werner Riegel
Werner Riegel (* 19. Januar 1925 in Danzig; † 11. Juli 1956 in Hamburg) war ein deutscher Lyriker und Essayist. Er arbeitete auch unter den Pseudonymen Scharbock – als Lyriker –, Johannes Fontara (gemeinsam mit Peter Rühmkorf), John Frieder, Conrad Kefer und Lothar Leu.

## Leben und Werk
Nach dem Abitur am Realgymnasium St. Johann in Danzig wurde er sofort, 1943, eingezogen, und 1944 in der Schlacht bei Anzio verwundet. Er nahm an vielen weiteren Einsätzen an der Westfront teil, bis er bei der Ardennenoffensive in Gefangenschaft geriet.
Danach erreichte er, meist zu Fuß, Lübeck und arbeitete vielenorts als Hilfsarbeiter, dann als Nachtwächter in Hamburg, wurde nach der Währungsreform arbeitslos und sodann 1950 bis zu seinem Lebensende Bürobote. 1951 lernte er Peter Rühmkorf kennen, 1952 heiratete er Lieselotte Stemmann (1928–2006), mit der er einen Sohn hatte. Peter Rühmkorf beschrieb das äußerlich unauffällige Leben Werner Riegels wie folgt:

„Ein Dichter, dessen Lebenslauf – jedenfalls in dem von mir überschaubaren Stück – der bare Beleg dessen war, was man sich gemeinhin unter einem Poetendasein illudiert: Glückliches Familienleben, Frau mitverdienend, Kind wohlerzogen, Pünktlichkeit und Zuverlässigkeit bis zur Pedanterie, Anstellung: als Bürobote der Firma Arnold Otto Meyer (Südfrüchte, Häute, Gewürze), tägliches Achtstundenpensum, Muße nur nach Feierabend, in den Ferien Reisen an die alltäglichen Badestrände, an Freitagen der obligatorische Kinobesuch, Liebhabereien: Bücher. Und nochmals Bücher. Und weiter? Was an dekorativen Anomalien, Exzentrizitäten, Marotten, saltomortalen Sonderbarkeiten? Nichts. Nichts, außer dem Wahn, ein Dichter zu sein und einer ganz ungewöhnlichen Wut auf den literarischen Betrieb.“

Werner Riegel eignete sich unter schwierigen Nachkriegsverhältnissen als dichterischer Autodidakt ein fulminantes literarisches Wissen und Urteilsvermögen an. Ab Dezember 1952 gab er in Hamburg, zusammen mit dem jüngeren Freund Peter Rühmkorf, die zunächst kaum bemerkte, hochkarätige und langfristig wirkmächtige Zeitschrift Zwischen den Kriegen heraus (26 Nummern, 1952–1956; vervielfältigt, Auflage ≈ max. 200). Als besonders wichtige Beiträge in dieser Zeitschrift sind etwa Riegels Wiederentdeckungen von Ferdinand Hardekopf (1953) und Paul Boldt (1954) zu nennen.
 Riegel und Rühmkorf vertraten seinerzeit eine von Rühmkorf Finismus genannte Haltung, d. h. die Ansicht, ein Dritter Weltkrieg stehe unmittelbar bevor, man müsse jedoch dessen ungeachtet sowohl politisch als auch ästhetisch wirken („Schizographie“). Diese Position hatte Ähnlichkeit zum seinerzeit weitverbreiteten Existenzialismus. Riegel schrieb in diesem Sinne eine Reihe von Essays für den neu gegründeten Studentenkurier.
Sein jäher Krebstod war auch das Ende der Zeitschrift Zwischen den Kriegen.
Seine Grabstätte liegt auf dem Friedhof Ohlsdorf.

## Nachlass
Sein Nachlass befindet sich in Marbach, darunter auch Tagebücher und sein Briefwechsel mit Eugen Brehm, Kurt Hiller, Richard Huelsenbeck, Arno Schmidt, dem Grafiker Horst Sikorra und Anderen. Im Druck erschien zu Lebzeiten (von Riegel zusammen mit Peter Rühmkorf veröffentlicht) nur das Gedichtbändchen Heiße Lyrik 1956 bei Limes; das Meiste – Gedichte, Essays, Polemiken – veröffentlichte er in Zwischen den Kriegen und dem Studentenkurier.

## Werke (Auswahl)
- (mit Peter Rühmkorf): Heiße Lyrik. Limes, Wiesbaden 1956.
- Gedichte und Prosa. Limes, Wiesbaden 1961. Mit einem Nachwort von Peter Rühmkorf.
- Probleme der Lyrik. In: Bettina und Lars Clausen (Hrsg.): Spektrum der Literatur. 1. Auflage. Bertelsmann Lexikon-Verlag, Gütersloh 1975, S. 370–373.
  - darin auch das Gedicht: Die Schuppen im sinkenden Blau […]. S. 373.
- Ausgewählte Werke in Einzelausgaben. 4 Bände. Literarisches Bureau Christ & Fez, Stuttgart 2006 ff.
  - Band 1: Der Admiral. 2006, ISBN 3-933591-03-1.
  - Band 2: Der senkrechte Mitmensch. 2008, ISBN 978-3-933591-05-0.
  - Band 3: Heiße Lyrik. 2007, ISBN 978-3-933591-04-3.
  - Band 4: Portrait eines Dichters und anderes zur Literatur der Zeit. 2010, ISBN 978-3-933591-09-8.
- Außenseiter. Portraits (über Jakob van Hoddis, Paul Boldt und Arno Schmidt). Revonnah, Hannover 1998, ISBN 3-927715-68-9.

Dokumente
- Rüdiger Schütt (Hrsg.): Zwischen den Kriegen. Werner Riegel, Klaus Rainer Röhl und Peter Rühmkorf: Briefwechsel mit Kurt Hiller 1953–1971. Edition text + kritik, München 2009, ISBN 978-3-88377-997-3